# لدغة العقرب
لدغة العقرب هي الضرر التي تسببه لسعة العقرب يعرف بحاله طبية تسمى العقرب، وقد تتفاوت في شدتها. "تلسون" هو الجزء التشريحي الذي ينقل اللدغة من العقرب. عادةً ما تؤدي لسعات العقرب إلى ألم وتنمل وتورم متغير. وقد تعمل لسعات العقارب على تسمم البشر بالعقارب السامة في الحالات الخطيرة، مما يؤدي إلى ألم شديد، أو مرض خطير، أو حتى الموت اعتمادًا على فتاكة السم.
تتراوح شدة معظم لسعات العقارب من تورم طفيف إلى آمراض مهمة طبياً، مع وجود عدد قليل منها فقط قادر على المساهمة في تفاعلات حساسية شديدة أو عصبية أو نخرية. ومع ذلك، فإن لسعات العقارب تسبب ما يقرب من 3000 حالة وفاة سنويًا في جميع أنحاء العالم.  العقرب الأصفر البرازيلي ( Tityus serrulatus) هو أحد الأنواع المعروفة بكونها خطيرة بشكل خاص، فهي مسؤولة عن معظم وفيات لسعات العقارب في أمريكا الجنوبية.
تُوجد لسعات العقارب في جميع أنحاء العالم، لكنها تُوجد في الغالب في المناطق الاستوائية وشبه الاستوائية. في نصف الكرة الغربي، ومن ضمن هذه المناطق المكسيك وشمال أمريكا الجنوبية وجنوب شرق البرازيل. في نصف الكرة الشرقي، تشمل ايضا هذه المناطق أفريقيا جنوب الصحراء والشرق الأوسط وشبه القارة الهندية.

## الخصائص والآثار الجانبية
يمكن استخدام المنتجات الثانوية لبعض المفصليات كمنشط جنسي. بحيث يمكن العثور على بعض هذه المفصليات التي يمكن استخدام منتجاتها الثانوية كأدوية في أمريكا الشمالية. وقد اثبت أن عقرب لحاء أريزونا ( Centruroidesulpturatus) هو أكثر العقارب سمية. في حين أن لسعات هذا النوع نادرًا ما تؤدي إلى الموت، إلا أن الآثار الجانبية يمكن أن تشمل التنميل والوخز والتشنجات وصعوبة التنفس وأحيانًا الشلل. قد تستمر هذه الآثارحتى 72 ساعة بعد اللدغ بالسم. ويلاحظ أيضًا أن انتصاب القضيب قد يحدث بعد اللسع من قبل العقرب. ومع ذلك تمت مقارنة ألم لدغة العقرب أريزونا النباح بألم صاعقة من البرق أو التيار الكهربائي. قد تظهر هذه الأعراض بعد 4 إلى 7 دقائق من التسمم.
قد يؤثر تسمم الإنسان بسم بالعقرب على الجهاز الحساسية أو الجهاز العصبي اعتمادًا على نوع العقرب. تشمل بعض الآثار الجانبية الأكثر شدة متلازمة الضائقة التنفسية والوذمة الرئوية والخلل القلبي وضعف الإرقاء والتهاب البنكرياس وفشل العديد من الأعضاء. بالإضافة إلى ذلك، يعتمد علاج اللدغة على شدة اللدغة، والتي قد تصنف على أنها خفيفة أو متوسطة أو شديدة. يتكون هذا العلاج من ثلاثة جوانب مختلفة من اللدغة: مقاييس الأعراض، ودعم الوظائف الحيوية، ومضادات السموم بالحقن. لا تؤدي جميع أنواع السموم إلى مضاعفات جهازية؛ فقط نسبة صغيرة من اللدغات لها هذا التأثير على الضحية.

## آلية
يتكون سم العقرب من مركبات مختلفة بتركيزات مختلفة. تتكون المركبات من السموم العصبية، والسموم القلبية، والسموم الكلوية، والسموم الانحلالية، والفوسفوديستراز، والفوسفوليباز، والهستامين، والسيروتونين، إلخ. من بين هذه السموم المختلفة، أهمها وأكثرها فعالية هو تركيز السموم العصبية. هذا المركب له تأثيرات عصبية عضلية وتأثيرات عصبية، بالإضافة إلى إتلاف الأنسجة المحلية المحيطة. تعمل السموم العصبية على تغيير قنوات الصوديوم المعتمدة على الجهد، مما يؤدي إلى إطالة النشاط العصبي والعضلي. ينتج عن هذا النشاط المطول لقنوات الصوديوم الانتصاب. قد يكون هناك تلف في الأعصاب بسبب استقرار قنوات الصوديوم المعتمدة على الجهد في التشكل المفتوح. يؤدي هذا إلى إطلاق نار طويل ومستمر للخلايا العصبية في الجهاز العصبي الجسدي، والسمبثاوي، والباراسمبثاوي. يتسبب النيران المستمر للخلايا العصبية في حدوث فرط في الإثارة ويمنع انتقال النبضات العصبية الطبيعية إلى أسفل المحور العصبي.
تحتوي تركيبة سم عقرب طارد الموت على سموم عصبية مسؤولة بشكل كامل تقريبًا عن هذه الأعراض. السم من هذا العقرب يحتوي على 4مكونات: كلوروتوكسين، تشاريبدوتوكسين، سيلاتوكسين، واجيتوكسين . عند اللدغ بالسم، يتم تحفيز العصب السمبتاوي العجزي مما يعمل على حدوث تغيير في انتقال الخلايا العصبية في العضلات الملساء الوعائية وغير الوعائية. المرسل الرئيسي هو المركب المعروف باسم بولي ببتيد الأمعاء النشط في الأوعية (VIP). يتم تحقيق هذا البولي ببتيد من الأعصاب الموجودة منذ فترة طويلة في نسيج الانتصاب لجسم الكالوسوم. VIP يعمل على ترخية لهيكل عضلات القضيب الملساء، مما يؤدي إلى الانتصاب عند التسمم. هذه هي الآليات المقترحة لجميع العقارب من عائلة Buthidae التي تحتوي سمومها على هذه المركبات.
تسبب بعض انواع العقارب الصفراء عن طريق سمومها الى تثبيط افراز الاستيل كولين في النهايات العصبية مؤدي لحدوث شلل حركي .

## علم الأوبئة
العقارب حيوانات ليلية تعيش عادةً في الصحاري والجبال والكهوف وتحت الصخور. تهاجم العقارب عندما تكون منزعجة. تنتمي العقارب التي تمتلك القدرة على حقن السم السام بلسعها إلى عائلة العقربيات. تعد منطقة الشرق الأوسط وشمال إفريقيا موطنًا للعقارب الأكثر فتكًا، والتي تنتمي إلى جنس بوثوس، وليوروس، وأندروكتونوس، وهوتنتوتا. في أمريكا الجنوبية، ينتمي العقرب الأكثر فتكًا إلى جنس Tityus. في الهند والمكسيك، أكثر العقارب دموية المتورطة في العقرب هي Mesobuthus وCentruroides، على التوالي.

### الطقس والفصول والمناخ
العقارب هي العناكب الليلية التي بينت نمطًا موسميًا مرتبطًا أيضًا بالمناخ. تحديدا في أمريكا الوسطى، غالبا تُشاهد هجمات العقارب خلال الأشهر الحارة من العام، مع ملاحظة أن هذا يحدث في الأرجنتين في الأشهر من أكتوبر إلى أبريل. بالإضافة إلى ذلك، قد يؤدي المناخ الممطر أيضًا إلى تغيير تواتر حوادث العقارب. انخفاض مستويات هطول الأمطار، وتحديدًا هطول الأمطار أقل من 30 مم/شهر، يمكن أن يترافق مع عدد أقل من لدغات العقارب، في حين أن هطول الأمطار يزيد عن 30 ملم/شهر يظهر عدم وجود علاقة بمعدل الحادث. قد يكون هذا بسبب الآثار المدمرة المحتملة لهطول الأمطار على موطن العقرب.

### أمريكا الوسطى
تعتبر معظم لسعات العقارب ذات سمية معتدلة للإنسان في أمريكا الوسطى، ومع ذلك، أبلغت بنما عن حدوث 52 حالة لكل 100000 شخص في عام 2007. بين عامي 1998و2006، توفي 28 شخصًا نتيجة لسعات العقارب. في بنما، تنتمي أصناف العقارب المسؤولة عن هذه الوفيات إلى جنس Tityus. توجد هذه الأنواع من العقارب أيضًا في أجزاء من شمال أمريكا الجنوبية. تاريخيًا، قد يرجع وجود هذه العقارب في بنما إلى إغلاق برزخ بنما، مما يسمح لهجرة العقارب من بنما إلى الجزء الشمالي من أمريكا الجنوبية. يعتبر Tityus pachyurus من بين أهم أنواع العقرب. يتسم التسمم بهذا العقرب بألم موضعي شديد لا يؤدي عادة إلى إصابة الأنسجة. تمتلك العقارب غددًا سمية تقع في الطرف البعيد من البطن. يوجد حاليًا 1400 نوع معروف من العقارب ولكل منها غدد سم. ومع ذلك، من بين هذه الأنواع البالغ عددها 1400 نوع، من المعروف أن 25 نوعًا فقط تشكل خطورة كافية على البشر لإحداث الموت عند التسمم. بلدان أخرى في أمريكا الوسطى هي موطن لجنس العقرب Centruroides . الأنواع في هذا الجنس سامة بشكل معتدل للإنسان على الرغم من أن سمومها تحتوي على سموم نشطة في القناة الأيونية.